# Cachaça

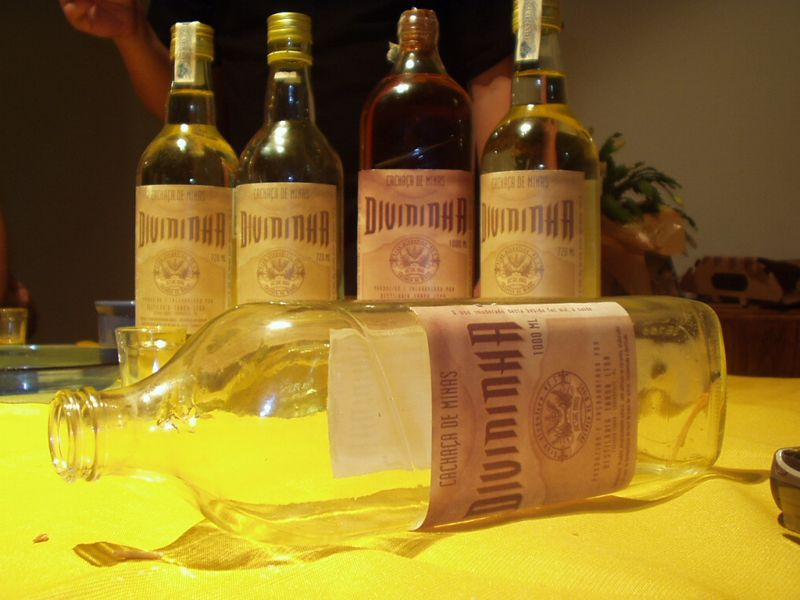
Cachaça av märket Divininha

Cachaça är en spritdryck som i huvudsak kan liknas vid rhum agricole, det vill säga rom som destilleras på färskpressad sockerrörssaft. Till skillnad från rom är cachaça ursprungsbetecknad och kommer från Brasilien. Den måste också innehålla 100 % sockerrörsdestillat.
Cachaça anses kunna behålla sockersmaken bättre än traditionell rom. Cachaça kallas även ibland för aguardente de cana (sockerrörsbrännvin) eller pinga.
Uttrycket pinga kommer från tiden då slavarna gjorde sin egen cachaça och slanguttrycket för droppe, den som kom från destilleringen.
En av de mest kända drinkar som innehåller cachaça är Caipirinha, bestående av lime som mudlas tillsammans med rörsocker, is och Cachaça.
På Systembolaget finns idag (2022) 10 sorter.

## Exempel på märken och fabrikat
- Bayu
- Berro
- Cachaça 51
- Caninha da Roça
- Floresta
- Fogo Mineiro
- Granfina
- Leão de Ouro
- Mistura Fina
- Nêga Fulô
- Pitú
- Quizumba
- Rosa Mineira
- Sapucaia Velha
- Schermann
- Senzala
- Seleta
- Tombos
- Velho Barreiro
- Cachaça Jamal
- Ypioca
- Sagatiba
- Cachaça brejeira de cabeça
- Leblon